# Amraal Lambert
Amraal Lambert, eigentlich ǂGai-ǀnub (* um 1774 bei Clanwilliam, Kapkolonie; † 13. Februar 1864 in Gobabis), war der erste Kaptein der Lambert (Kaiǀkhauan), eines Clans der Orlam-Nama, im heutigen Namibia. Lambert stand dem nach ihm benannten Clan, der auch als Amraal-Hottentotten bekannt war, von 1814 bis 1864 vor.
Lambert wurde um Clanwilliam im heutigen Südafrika geboren. Er war ein Cousin von Jonker Afrikaner. Er zog um 1814, gemeinsam mit dem Missionar Heinrich Schmelen der London Missionary Society, von der Kapkolonie ins spätere Namaland. Hier wurde er 1815 von diesem in Bethanien getauft und blieb mindestens 14 weitere Jahre an Schmelens Seite.
Um 1840 zog Lambert nach Naosanabis im Osten des Landes am Rande der Kalahari. Ein Jahr später unterschrieb er einen Friedensvertrag mit dem Kaptein der Roten Nation Oasib Cornelis ǃNa-khomab. Bereits 1855 verließ Lambert mit seinem Clan Leonardville und siedelte um Gobabis weiter im Norden. 1858 war er einer der Unterzeichner des Friedensvertrags von Hoachanas.
Er starb, wie nahezu seine gesamte Familie, an den Folgen einer Pockenepidemie.

## Anmerkung
1. ↑  Anmerkung: Dieser Artikel enthält Schriftzeichen aus dem Alphabet der im südlichen Afrika gesprochenen Khoisansprachen. Die Darstellung enthält Zeichen der Klicklautbuchstaben ǀ, ǁ, ǂ und ǃ. Nähere Informationen zur Aussprache langer oder nasaler Vokale oder bestimmter Klicklaute finden sich z. B. unter Khoekhoegowab.